# Sknjatino
Sknjatino (Russo: Скнятино) fu un villaggio dell'Oblast' di Tver', Russia, situato alla confluenza dei fiumi Nerl e Volga, all'incirca a metà strada tra Uglič e Tver'. Sul suo territorio sorgeva la città medievale di Ksnjatin, fondata da Jurij Dolgorukij nel 1134 e fu così chiamata in onore di uno dei figli minori di quest'ultimo, Constantino.
Ksnjatin fu fondata come fortezza a difesa del corso d'acqua del Nerl, che portava alla residenza di Jurij a Pereslavl'-Zalesskij, contro l'esercito di  Novgorod. Fu tuttavia presa e saccheggiata in diverse occasioni, prima che i Mongoli annientassero le sue difese e la devastassero nel 1239. Dopo tale episodio e la disgregazione del Principato di Vladimir-Suzdal entrò a far parte del Principato di Tver' e fu devastata dal Granducato di Mosca nel 1288. Dal XIV secolo i vicini villaggi di Kaljazin e Kašin la superarono in importanza. Dal 1459 viene indicata nei documenti come un semplice villaggio. L'area del Cremlino e la Cattedrale furono sommersi nel 1939, quando il governo sovietico decise di realizzare la diga idroelettrica di Uglič, che portò alla formazione del bacino artificiale omonimo.